# Supaul
Supaul é uma cidade e um município no distrito de Supaul, no estado indiano de Bihar.

## Geografia
Supaul está localizada a 25° 56′ N, 86° 15′ L. Tem uma altitude média de 34 metros (111 pés).

## Demografia
Segundo o censo de 2001, Supaul tinha uma população de 54.020 habitantes. Os indivíduos do sexo masculino constituem 53% da população e os do sexo feminino 47%. Supaul tem uma taxa de literacia de 49%, inferior à média nacional de 59,5%: a literacia no sexo masculino é de 59% e no sexo feminino é de 38%. Em Supaul, 18% da população está abaixo dos 6 anos de idade.